# Tensión (electricidad)

Señal de peligro eléctrico, comúnmente conocido como alta tensión eléctrica.

En física e ingeniería, concretamente en electromagnetismo, la tensión o la diferencia de potencial (también denominada voltaje) es una magnitud física que cuantifica la diferencia de potencial eléctrico entre dos puntos. También se puede definir como el trabajo por unidad de carga ejercido por el campo eléctrico sobre una partícula cargada para moverla entre dos posiciones determinadas. Se puede medir con un voltímetro. Su unidad en el Sistema Internacional de Unidades (SI) es el voltio, usado como potencia y corriente; a partir de 1990, se utilizaron el efecto Hall cuántico y el efecto Josephson, y recientemente (2019) se introdujeron constantes físicas fundamentales para la definición de todas las unidades SI y unidades derivadas. : 177f, 197f  La diferencia de voltaje o potencial eléctrico se denota simbólicamente por {\displaystyle \Delta V}, simplificado en V, especialmente en países de habla inglesa o internacional U, por ejemplo, en el contexto de los Ohmios o leyes de circuitos de Kirchhoff.
La tensión entre dos puntos {\displaystyle A} y {\displaystyle B} es independiente del camino recorrido por la carga y depende exclusivamente del potencial eléctrico de dichos puntos {\displaystyle A} y {\displaystyle B} en el campo eléctrico, que es un campo conservativo.
Si dos puntos que tienen una diferencia de potencial se unen mediante un conductor se producirá un flujo de electrones. Parte de la carga que crea el punto de mayor potencial se trasladará a través del conductor al punto de menor potencial y, en ausencia de una fuente externa (generador), esta corriente cesará cuando ambos puntos igualen su potencial eléctrico. Este traslado de cargas es lo que se conoce como corriente eléctrica.
Cuando se habla sobre una diferencia de potencial en un solo punto, o potencial, se refiere a la diferencia de potencial entre este punto y algún otro donde el potencial se defina como cero.
En muchas ocasiones, se adopta como potencial nulo al de la tierra. 

## Definición
La unidad SI de trabajo por unidad de carga es el  julio por coulomb, donde 1 voltio = 1 joule (de trabajo) por 1 coulomb (de carga). La antigua definición del SI para voltio utilizaba potencia y corriente; a partir de 1990, se utilizaron el Hall cuántico y el efecto Josephson, y en 2019 se dieron valores definidos a las constantes físicas para la definición de todas las unidades del SI.: 177f, 197f  La diferencia de tensión se denota simbólicamente por {\displaystyle \Delta V}, simplificado V, especialmente en -países de habla inglesa, o por U internacionalmente, por ejemplo en el contexto de ley de Ohm o  leyes de circuitos de Kirchhoff.
El potencial electroquímico es el voltaje que se puede medir directamente con un voltímetro. El potencial de Galvani que existe en estructuras con uniones de materiales disímiles es también trabajo por carga pero no puede medirse con un voltímetro en el circuito externo.
La tensión se define de modo que los objetos cargados negativamente son atraídos hacia tensiones más altas, mientras que los objetos cargados positivamente son atraídos hacia tensiones más bajas. Por lo tanto, la corriente eléctrica en un cable o resistor siempre fluye de mayor tensión a menor tensión.
Históricamente, la tensión se ha denominado con términos como "tensión" y "presión". Incluso hoy en día, el término "tensión" se sigue utilizando, por ejemplo, en la frase "alta tensión" (HT) que se utiliza habitualmente en la electrónica basada en válvulas termoiónicas (tubo de vacío).

### Electrostática
.

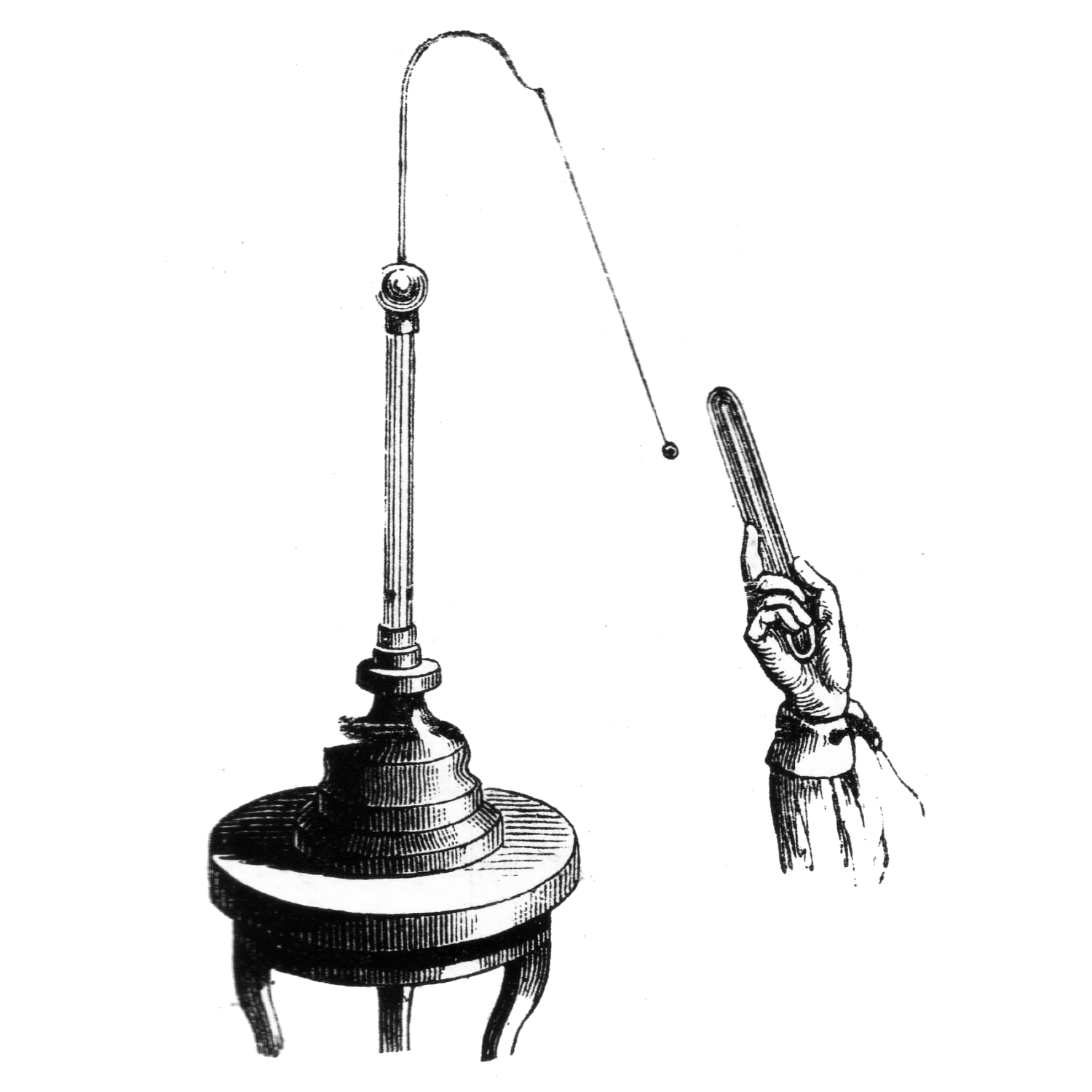
El campo eléctrico alrededor de la varilla ejerce una fuerza sobre la bola de médula cargada, en un electroscope

En un campo estático, el trabajo es independiente de la trayectoria

En electrostática, el aumento de tensión desde el punto {\displaystyle \mathbf {r} _{A}} hasta algún punto {\displaystyle \mathbf {r} _{B}} viene dado por el cambio en potencial electrostático. {\textstyle V} desde {\displaystyle \mathbf {r} _{A}} hasta {\displaystyle \mathbf {r} _{B}}. Por definición,{Rp|78}} esto es:
{\displaystyle {\begin{aligned}\Delta V_{AB}&=V(\mathbf {r} _{B})-V(\mathbf {r} _{A})\\&=-\int _{\mathbf {r} _{0}}^{\mathbf {r} _{B}}\mathbf {E} \cdot \mathrm {d} {\boldsymbol {\ell }}-\left(-\int _{\mathbf {r} _{0}}^{\mathbf {r} _{A}}\mathbf {E} \cdot \mathrm {d} {\boldsymbol {\ell }}\right)\\&=-\int _{\mathbf {r} _{A}}^{\mathbf {r} _{B}}\mathbf {E} \cdot \mathrm {d} {\boldsymbol {\ell }}\end{aligned}}}
donde {\displaystyle \mathbf {E} } es la intensidad del campo eléctrico.
En este caso, el aumento de tensión del punto A al punto B es igual al trabajo realizado por unidad de carga, en contra del campo eléctrico, para mover la carga de A a B sin causar ninguna aceleración.<{Rp|90-91}} Matemáticamente, esto se expresa como la integral de línea del campo eléctrico a lo largo de esa trayectoria. En electrostática, esta integral de línea es independiente de la trayectoria tomada.: 91 
Según esta definición, cualquier circuito en el que existan campos magnéticos variables en el tiempo, como AC, no tendrá una tensión bien definida entre los nodos del circuito, ya que la fuerza eléctrica no es una fuerza conservativa en esos casos. Sin embargo, a frecuencias más bajas, cuando los campos eléctrico y magnético no cambian rápidamente, esto puede despreciarse (véase aproximación electrostática).

### Electrodinámica
El potencial eléctrico puede generalizarse a la electrodinámica, de modo que las diferencias de potencial eléctrico entre puntos están bien definidas incluso en presencia de campos variables en el tiempo. Sin embargo, a diferencia de la electrostática, el campo eléctrico ya no puede expresarse sólo en términos del potencial eléctrico.: 417  Además, el potencial ya no está determinado unívocamente hasta una constante, y puede tomar formas significativamente diferentes dependiendo de la elección de gauge. : 419–422 
En este caso general, algunos autores utilizan la palabra "tensión" para referirse a la integral de línea del campo eléctrico, en lugar de a las diferencias de potencial eléctrico. En este caso, el aumento de tensión a lo largo de algún camino {\displaystyle {\mathcal {P}}} de {\displaystyle \mathbf {r} _{A}} a {\displaystyle \mathbf {r} _{B}} está dado por:

## Analogía hidráulica
Suele usarse una analogía para entender de forma sencilla e intuitiva los conceptos básicos de electricidad. Se supone un camino cerrado de tuberías en forma de círculo, compuesto por:
1. Agua: Son los electrones que se mueven para hacer algún trabajo.
2. Bomba propulsora de agua: En el equivalente eléctrico sería la fuente de tensión, que ejerce presión sobre los electrones (agua). Si la bomba está apagada no fluye agua o electrones. Si la bomba está encendida hay una diferencia de presión (tensión) que mueve el agua (electrones).
3. Zona de la tubería muy estrecha. El agua tendrá dificultades para pasar por una tubería estrecha. Es el equivalente a la resistencia eléctrica, que impide el paso de electrones.

En el caso de existir un potencial eléctrico en {\displaystyle A} diferente al del punto {\displaystyle B}, se llama diferencia de potencial a {\displaystyle V_{a}-V_{b}=\Delta V}. Si {\displaystyle V_{a}} es mayor que {\displaystyle V_{b}} se establecerá un campo eléctrico que moverá los electrones desde el punto {\displaystyle A} hacia el {\displaystyle B}. Como el campo eléctrico es conservativo debe existir un camino cerrado desde el punto {\displaystyle A} al {\displaystyle B} para que se produzca flujo eléctrico y trabajo en la carga.

## Tensión en componentes pasivos
La diferencia de potencial entre los terminales de un componente pasivo depende de las características del componente y de la intensidad de corriente eléctrica.

### Tensión en una resistencia
Viene dada por la ley de Ohm:
{\displaystyle V=I\cdot R}

### Tensión en una bobina
Una bobina es un conductor o alambre enrollado en espiral. Las bobinas se emplean mayormente en corriente alterna, que es una corriente que cambia de magnitud con el tiempo, generando una diferencia de potencial en sus terminales que resulta:
{\displaystyle V={d\Phi c \over dt}={dLi \over dt}}
Si L es constante:
{\displaystyle V=L\cdot {\frac {di}{dt}}}

### Tensión en un condensador
Dos placas paralelas de un material conductor en un medio aislante eléctrico forman un condensador sencillo. La tensión en un condensador produce un flujo de electrones en donde en una placa queda un exceso de electrones y en la otra falta de ellos, por lo tanto, la ecuación típica es:
{\displaystyle i={{dq} \over {dt}}={{d(CV)} \over {dt}}}
Si C es constante:
{\displaystyle i=C\cdot {\frac {dV}{dt}}}
De la cual se deduce la diferencia de tensión Vb-Va. Suponiendo Va = 0 o tierra. La tensión en una de las placas paralelas sería:
{\displaystyle V={\frac {1}{C}}\cdot q={\frac {1}{C}}\cdot \int _{0}^{t}i\cdot dt+{\frac {q_{0}}{C}}}

## Tensión eficaz

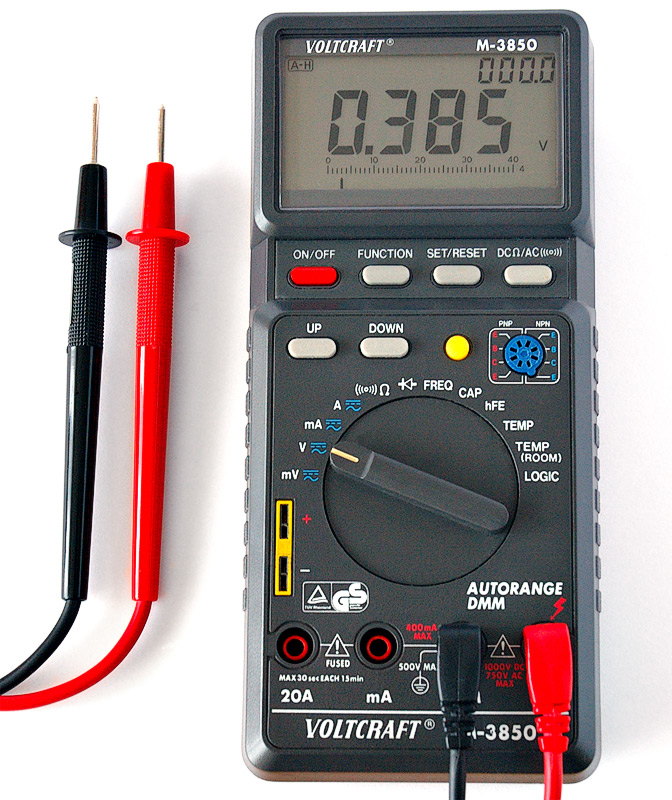
Un multímetro con la función de voltímetro seleccionada. En corriente alterna indica el valor eficaz de la tensión.

La tensión eficaz o valor eficaz de la tensión es el valor medido por la mayoría de los voltímetros de corriente alterna. Equivale a una tensión constante que, aplicada sobre una misma resistencia eléctrica, consume la misma potencia eléctrica en un período, transformando la energía eléctrica en energía térmica por efecto Joule. 
La energía consumida en un periodo de tiempo {\displaystyle T} por una resistencia eléctrica es igual a
{\displaystyle W=P\cdot T=I_{\rm {ef}}^{2}\cdot R\cdot T={\frac {1}{R}}\cdot V_{\rm {ef}}^{2}\cdot T={\frac {1}{R}}\cdot {\int _{0}^{T}{V^{2}(t)}\,dt}},
donde {\displaystyle W} es la energía consumida, {\displaystyle P} es la potencia, {\displaystyle T} es el periodo de tiempo, {\displaystyle I}ef es el valor eficaz de la intensidad eléctrica, {\displaystyle V}ef es la tensión eficaz y {\displaystyle V}({\displaystyle t}) es el valor instantáneo de la tensión en función del tiempo {\displaystyle t}.
Despejando la tensión eficaz se obtiene la media cuadrática de la tensión:
{\displaystyle V_{\rm {ef}}={\sqrt {{1 \over {T}}{\int _{0}^{T}{V^{2}(t)}\,dt}}}}.

Onda sinusoidal.

En corriente alterna senoidal, la tensión varía conforme una onda senoidal.
{\displaystyle V(t)=V_{0}\cdot \sin(\omega t+\phi )},
donde se expresa la tensión {\displaystyle V} en función del tiempo {\displaystyle t}, {\displaystyle V}0 es la amplitud de la tensión, {\displaystyle \omega } es la frecuencia angular y {\displaystyle \phi } es la fase o el desfase.
Tomando como periodo de integración el periodo de la onda ({\displaystyle T=2\pi /\omega }), se tiene:
{\displaystyle V_{\rm {ef}}={\sqrt {{\frac {\omega }{2\pi }}{\int _{0}^{\frac {2\pi }{\omega }}{V_{0}^{2}\sin ^{2}(\omega t)}\,dt}}}};
Como la amplitud de la tensión {\displaystyle V}0 es constante puede sacarse fuera de la integral.
{\displaystyle V_{\rm {ef}}={\sqrt {{\frac {V_{0}^{2}\omega }{2\pi }}{\int _{0}^{\frac {2\pi }{\omega }}{\sin ^{2}(\omega t)}\,dt}}}}.
Aplicando una identidad trigonométrica para eliminar la potencia cuadrática de una función trigonométrica:
{\displaystyle V_{\rm {ef}}={\sqrt {{\frac {V_{0}^{2}\omega }{2\pi }}{\int _{0}^{\frac {2\pi }{\omega }}{1-\cos(2\omega t) \over 2}\,dt}}}};
Integrando:
{\displaystyle V_{\rm {ef}}={\sqrt {{\frac {V_{0}^{2}\omega }{2\pi }}{\Big [}{{\frac {t}{2}}-{\frac {\sin({2\omega t})}{4\omega }}}{\Big ]}_{0}^{\frac {2\pi }{\omega }}}}}
{\displaystyle V_{\rm {ef}}={\sqrt {{\frac {V_{0}^{2}\omega }{2\pi }}\cdot {\frac {\pi }{\omega }}}}}
{\displaystyle V_{\rm {ef}}={\frac {1}{\sqrt {2}}}V_{0}}

## Relaciones matemáticas
La tensión es una de las tres variables comunes que se usan en electricidad, en conjunto con la corriente y la impedancia eléctrica. Existen dos leyes importantes básicas que relacionan a la tensión; estas son:
1. Ley de Ohm: relaciona la tensión con la impedancia {\displaystyle Z} y la corriente {\displaystyle I} por medio de la relación {\displaystyle V=ZI}.
2. Segunda ley de Kirchhoff o de las tensiones: establece que la suma de todas las caídas de potencial en un circuito cerrado es igual a cero.

## Potencial de Galvani frente a potencial electroquímico
En el interior de un material conductor, la energía de un electrón se ve afectada no sólo por el potencial eléctrico medio, sino también por el entorno térmico y atómico específico en el que se encuentra.
Cuando se conecta un voltímetro entre dos tipos diferentes de metal, no mide la diferencia de potencial electrostático, sino algo más que se ve afectado por la termodinámica.
La cantidad medida por un voltímetro es el negativo de la diferencia del potencial electroquímico de electrones (nivel de Fermi) dividido por la carga de electrones y se denomina comúnmente diferencia de voltaje, mientras que el potencial electrostático puro sin ajustar (no medible con un voltímetro) se denomina a veces potencial de Galvani.
Los términos "voltaje" y "potencial eléctrico" son ambiguos en el sentido de que, en la práctica, pueden referirse a cualquiera de ellos en diferentes contextos.

## Historia
El término fuerza electromotriz fue utilizado por primera vez por Volta en una carta a Giovanni Aldini en 1798, y apareció por primera vez en un artículo publicado en 1801 en Annales de chimie et de physique].{rp|408}}  Volta se refería con ello a una fuerza que no era una fuerza electrostática, concretamente, a una fuerza electroquímica.: 405   El término fue retomado por Michael Faraday en relación con la inducción electromagnética en la década de 1820.  Sin embargo, en esa época no se había desarrollado una definición clara de voltaje ni un método para medirlo.: 554  Volta distinguió la fuerza electromotriz (emf) de la tensión (diferencia de potencial): la diferencia de potencial observada en los terminales de una célula electroquímica cuando estaba en circuito abierto debía equilibrar exactamente la emf de la célula para que no fluyera corriente.: 405 